# Kennedy Nketani
Kennedy Nketani (25 novembre 1984) è un calciatore zambiano, difensore del Nkwazi Lusaka.

## Carriera

### Club
Ha sempre giocato nel campionato zambiano.

### Nazionale
Convocato per la Coppa d'Africa 2006 e 2008, ha collezionato 32 presenze con la maglia della Nazionale.